# Ла Пуерта (Тексас)
Ла Пуерта (енгл. La Puerta) насељено је место без административног статуса у америчкој савезној држави Тексас.

## Демографија
По попису из 2010. године број становника је 632, што је 1.004 (-61,4%) становника мање него 2000. године.
| Група             | 2000.         | 2010.       |
| Белци             | 20 (1,2%)     | 8 (1,3%)    |
| Афроамериканци    | 1 (0,1%)      | 0 (0,0%)    |
| Азијати           | 1 (0,1%)      | 0 (0,0%)    |
| Хиспаноамериканци | 1.615 (98,7%) | 624 (98,7%) |
| Укупно            | 1.636         | 632         |